# Kleine Karpaten

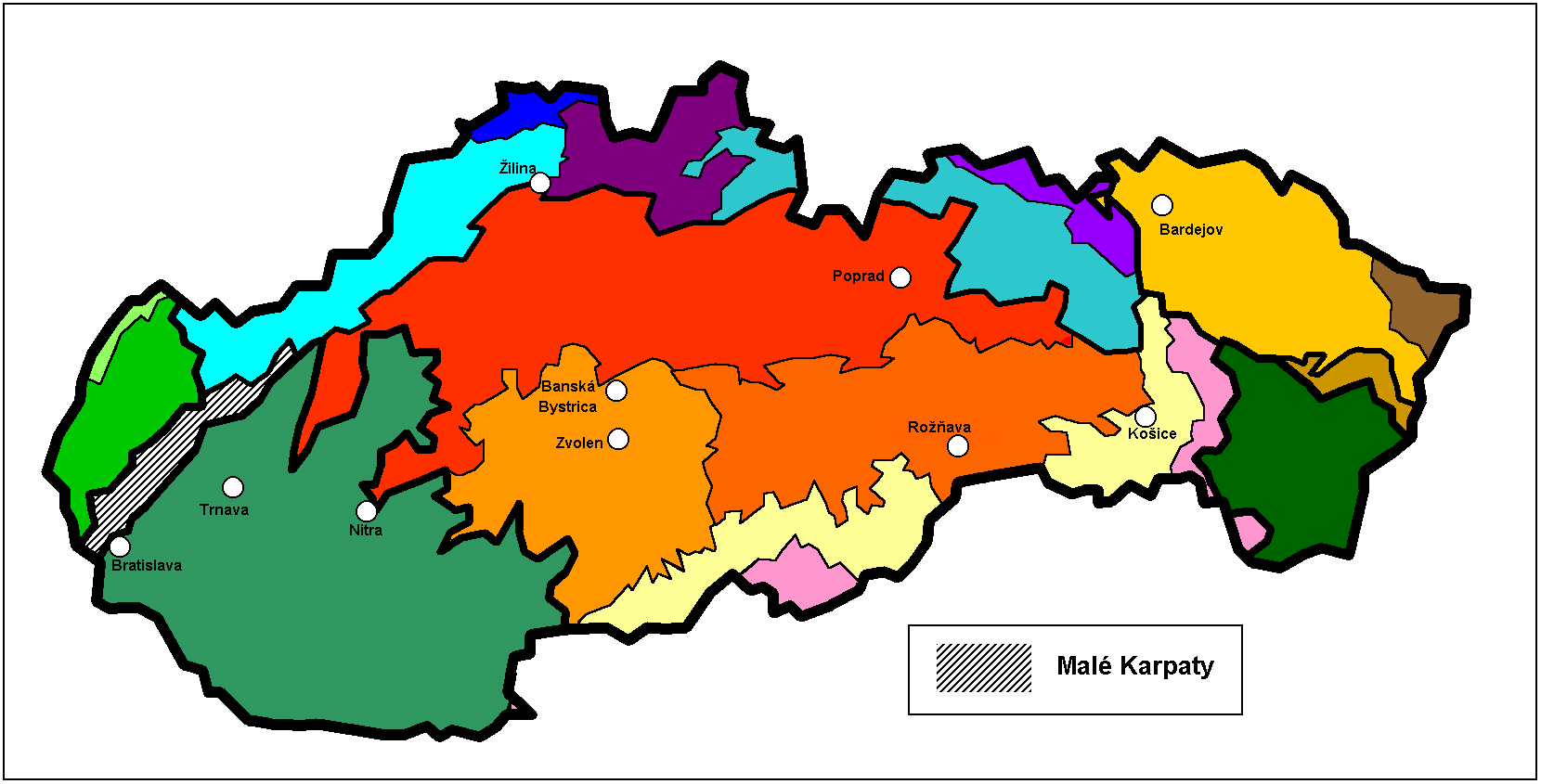
Die Kleinen Karpaten (links, grau) innerhalb der Geomorphologischen Einteilung der Slowakei

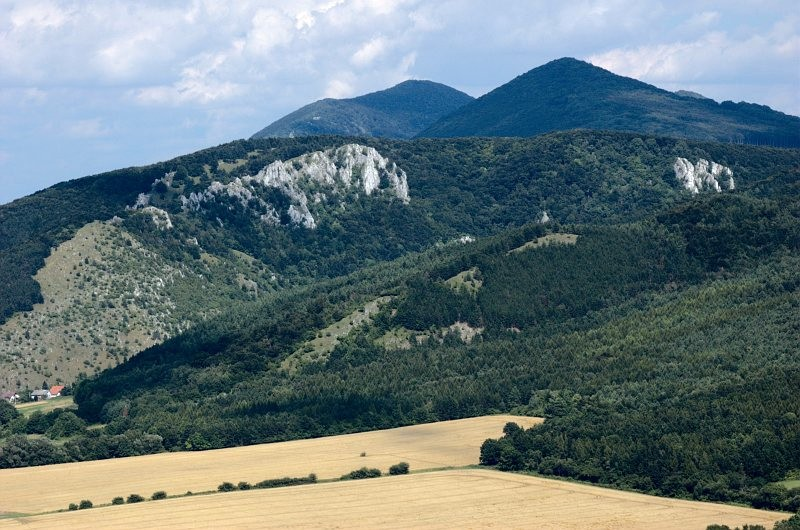
Die Kleinen Karpaten – Blick von der Burg Blasenstein (Plavecký hrad).

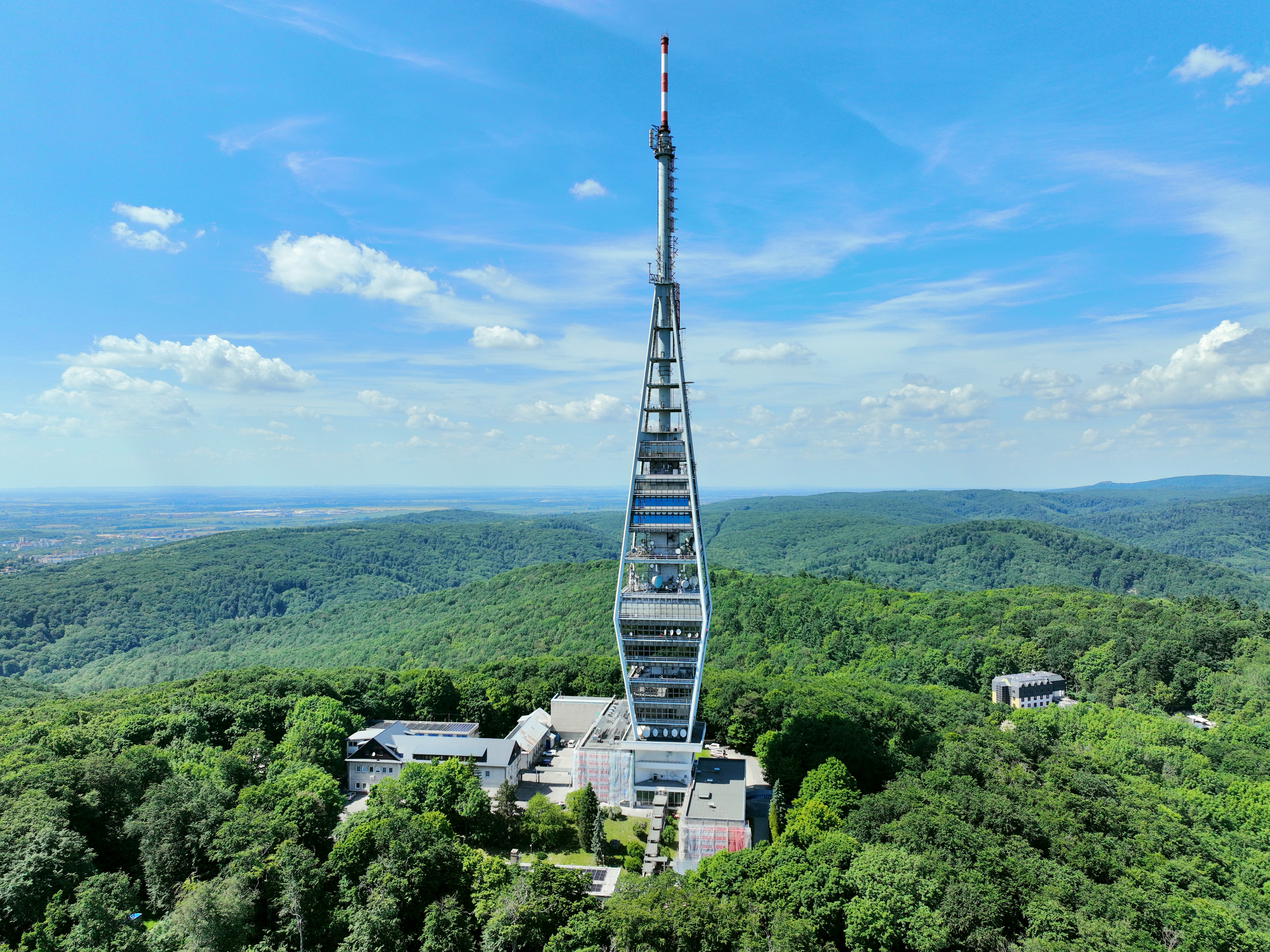
Südöstlicher Blick über die Kleinen Karpaten mit dem Fernsehturm auf dem Gipfel des rund 430 m hohen Kamzík im Vordergrund.

Die Kleinen Karpaten (slowakisch Malé Karpaty) sind ein zirka 85 Kilometer langer, bewaldeter Gebirgszug im Westen der Slowakei und im Osten Niederösterreichs. Sie markieren den Beginn des Karpatenbogens im Westen. Es handelt sich um ein Gebirge im geologischen Fatra-Tatra-Gebiet.

## Charakteristik
Im Südwesten beginnen die Kleinen Karpaten in Österreich, denn bereits die Hundsheimer Berge rechtsseitig der Hainburger Pforte zählen zu diesem Gebirgskomplex.
Die in Niederösterreich nahe der Grenze zur Slowakei liegenden Hundsheimer Berge (auch Hainburger Berge) bilden die westlichsten Ausläufer der inneren Westkarpaten. Zu den Hundsheimer Bergen gehört von West nach Ost: der Pfaffenberg (331 m), das Hundsheimerberg-Hexenberg-Massiv (480 m), der Spitzerberg (302 m), der Schlossberg (291 m) und der Braunsberg (346 m).
Links der Hainburger Pforte gehören die Berge im Stadtteil Devín schon zu Bratislava (Pressburg) und erstrecken sich in nordöstliche Richtung bis zur Stadt Nové Mesto nad Váhom (Neustadt an der Waag). Im Westen liegt zwischen der March und den Kleinen Karpaten die Niederung Záhorie; die Waag berührt die Kleinen Karpaten im Nordosten, während im Norden der kleine Fluss Myjava die Grenze zwischen den Kleinen und den Weißen Karpaten bildet.
Die höchste Erhebung ist der Záruby mit 768 Metern. Das Gebirge ist ein beliebtes Wandergebiet. Der Europäische Fernwanderweg E8 verläuft auf dem Kamm der Kleinen Karpaten. Während man auf der südöstlichen Seite Weinbaugebiete findet, ist die nordwestliche Seite durch viele Burgruinen gekennzeichnet.
1976 wurde das fast gesamte Gebiet der Kleinen Karpaten zum Landschaftsschutzgebiet Malé Karpaty (646,10 km²) erklärt.
In den Kleinen Karpaten befinden sich einige Höhlen: Zurzeit ist nur die Höhle Driny bei Smolenice als Schauhöhle betrieben.

## Gliederung
von Süden nach Norden:
- Thebener/Deviner Karpaten (in Bratislava)
- Bösinger Karpaten (in Bratislava und dann bis Buková im Norden)
- Birkenhainer Karpaten (zwischen Buková und Prašník)
- Schächtitzer Karpaten (zwischen Prašník und Nové Mesto nad Váhom)

## Sehenswürdigkeiten
- Bibersburg
- Burg Schächtitz
- Burg Theben
- Burg Scharfenstein
- Burg Blasenstein

## Höchste Erhebungen
- 767,4 m Záruby (Scharfenstein)
- 754,3 m Vysoká
- 752,2 m Vápenná (Rachst[h]urm)
- 751,8 m Čertov kopec (Teufelskoppe)
- 723,5 m Veterlín (Wetterling)
- 709,2 m Veľka homoľa (Kugel)
- 709 m,0 Čmeľok
- 704,2 m Skalnatá
- 694,7 m Geldek (Geldeck)
- 662,2 m Čierna skala
- 661,3 m Klokoč
- 650,5 m Gajdoš
- 649,1 m Somár
- 648,9 m Konské hlavy
- 643,9 m Starý plášť
- 643,1 m Horný vrch
- 604,2 m Križnica
- 594 m,0 Veľký Javorník
- 346 m,0 Braunsberg